# سوبرامانيام جايشانكار
سوبرامانيام جايشانكار (مواليد 9 يناير 1955) هو سياسي هندي عضو في حزب بهاراتيا جاناتا يشغل حالياً منصب وزير الشؤون الخارجية.